# Усадьба Лугининых
Усадьба Лугининых — купеческая усадьба с трёхэтажным домом в историческом центре города Тула, построенным по проекту Бартоломео Растрелли во 2-й половине XVIII века для семьи тульских промышленников Лугининых. С 1862 по 1918 год в здании размещалась Тульская мужская классическая гимназия, а с 1938 года — учебный корпус № 1 Тульского государственного педагогического университета имени Л. Н. Толстого.

## История

### Строительство
Согласно устному преданию, опубликованному в статье тульского историка и краеведа Николая Андреева на страницах «Тульских губернских ведомостей» в 1859 году, проект особняка принадлежит русскому архитектору итальянского происхождения Бартоломео Франческо Растрелли, однако документальных подтверждений данного факта не сохранилось. Здание было построено в 60-е годы XVIII века и принадлежало промышленнику и первому тульскому городскому главе Лариону Лугинину, чья семья входила в десятку крупнейших торговцев России.
Усадебный дом построен в стиле барокко и является историческим памятником золотого века правления Екатерины II. По одним сведениям строительство дома было начато при Ларионе Лугинине, по другим — при его сыне Максиме. По состоянию на 1799 год усадьба занимала территорию размером 63x39 сажень и состояла из каменного дома, двух каменных двухэтажных флигелей и каменного каретного сарая. Многопрофильные горизонтальные тяги, раскрепованные над пилястрами, делили фасад на три этажа.

### Описание усадьбы
Центральный въезд в усадьбу открывался высокими со сводами воротами, напоминающими несколько форму триумфальных. Массивные столбы, поддерживающие арку, были обложены с трех сторон толстыми чугунными плитами. На каменных столбах — два алебастровых сфинкса. По бокам ворот в каменной ограде железные полукруглые решетки. На строительство ворот и ограды пошло 15 тысяч кирпичей. На верху ворот в углублении были вделаны два медных медальона с вырезанною на одном монограммой и годом постройки дома на другом. В начале XIX века медальоны были сняты для золочения и, вероятно, утрачены. К концу XVIII века в результате перепланировки города ограда отнесена дальше от дома.
Около ворот была каменная караульня, в которой жил привратник. Облик переднего двора усадьбы дополняли плодовый сад и колодец. Низ колодца был обит тесом, верх сделан куполом и покрыт железом с пирамидкой наверху и жестяной звездочкой, выкрашен зелёной и белой краской. Столбик и ручка для качания воды были железные.
Тульский историк и краевед Николай Фёдорович Андреев (1797—1894) в статье «О старом доме в городе Туле» описывал особняк Лугининых следующим образом:

Подъезжая к воротам, которых тяжелый груз арки будет висеть над головою вашею, вы догадаетесь, что они ведут к зданию несравненно обширнейшему обыкновенных домов… Вы не ошибетесь, потому что оригинальность его заключается в разительном контрасте с новейшими зданиями… Дом не лишен той величественной физиономии, которая поражает вас и задерживает внимание ваше… Нам не один раз случалось слышать восторженные похвалы этому дому, высказанные знатоками дела; по мнению их, тульский палаццо имеет много сходного с московским кремлевским дворцом…
Внутреннее описание дома, которое сохранилось до сегодняшнего момента, говорит о том, что усадьба была богато обставлена. Внутри дома были расписные плафоны, колонны, изразцовые печи, двери сложнейшей столярной работы. Стены в комнатах были оклеены различными цветными обоями, а в гостином отделении — обиты дорогими тканями. На некоторых были изображены мифологические сцены, обрамлённые золочеными багетами. В зале с простенками, декорированном зеркалами с обильной золоченой резьбой, устраивались балы. Мебель в бальном зале представляла собой диваны-пате и кресла во французском стиле бержер, расставленные около стен. Рядом с залом в одной из гостиных стояли два ломберных стола из красного дерева в бронзовой оправе, два трюмо в резных рамках с позолотой, три канапе из красного дерева, обитые красным сафьяном, и такие же кресла.
Стол в столовой украшали золоченые канделябры с хрустальными подвесками. Кухня отличалась необыкновенной изысканностью: карп, сваренный в пиве, рулет из осетрины, поросенок, фаршированный гречневой кашей. Обязательным элементом сервировки стола были вазы с фруктами. Столовые приборы были из серебра, посуда из китайского и японского фарфора. Из столовой можно было пройти в гостиные. В одной из них потолок был расписан восьмиугольником, представляющим облака, стены — разными ландшафтами, а паркетный пол выложен шахматным узором. В помещении находилось две печи белых изразцов с лепниной, а на окнах висели малиновые занавески с белыми фестонами, со шнурами и бахромою.
При доме действовала домовая церковь, алтарь которой, вопреки всем канонам, был ориентирован на юг. Богатое убранство дома позволяло Лугининым принимать у себя знатных гостей, среди которых были Григорий Александрович Потёмкин, создатель Черноморского флота, и граф Сегюр, состоявший тогда при дворе в звании французского посланника.

### Купцы Плохин и Слатин
В конце своей жизни, не позднее 1803 года, Лугинин продал особняк купцам Плохиным. Предприниматель извлекал из своего приобретения немалую выгоду. Как писал путешествующий через Тулу Дмитрий Бантыш-Каменский:

Первой дом здесь, то есть самой богатейший, принадлежит купцу Плохову, ставившему соль на всю губернию. Дом сей каменный, о трёх этажах, покрытый весь железом, с многими флигелями, приносящими ему великой доход, и в которых считается около осьмидесяти лавок.
В 1837 году Тулу посетил поэт Василий Андреевич Жуковский. Во время прогулки по городу он сделал наброски, благодаря которым историки получили наглядное представление о том, как выглядел особняк в то время. Писатель изобразил наличники, отделку слуховых окон, ажур решетки, веранду (которая не сохранилась) с фигурной крышей и украшением наверху, колонные обрамления углов, проемы в виде арок между опорными столбами, служившие парадным входом.
Следующим хозяином особняка стал белгородский купец третьей гильдии Алексей Васильевич Слатин. Он частично перестроил дом и усадебные постройки, но потом оставил расширение хозяйства, и усадьба пришла в упадок. В 1835 году Слатин предложил купить дом местному духовному ведомству, озабоченному размещением духовной семинарии, предложив им цену в пять раз ниже оценочной стоимости. Однако духовники в итоге отказались от этой идеи, как и от последовавшего предложения разместить здесь сиротское училище для девиц духовного звания.

### Мужская гимназия
Судьба дома была решена только в 1855 году, когда было начато дело о приобретении дома для Тульской мужской гимназии и пансионата, и в 1860 году дом с усадьбой был выкуплен. В декабре 1860 года в Министерство народного просвещения были направлены план и смета на перестройку дома. Работы велись не один год, план и смета корректировались. В 1864 году удалось получить дополнительные средства на строительство парадной лестницы чугунного литья, что позволило разобрать верхние своды над входом и увеличить объём лестницы. Вместо четырёх окон с декоративными наличниками второго и третьего этажа в центральном поле здания было встроено одно большое окно, а над ним, на четвёртом этаже — ещё одно, круглое. Оформление новых окон было выполнено гораздо проще, чем оригинальное, что нарушило гармонию аутентичного декора фасада. Парадный вход с эркером заменили на более простую тамбурную конструкцию.
К дому были пристроены два флигеля, в оформлении которых был полностью повторён декор основной части дома. Правый флигель был предназначен для жилых помещений. В левом флигеле на четвёртом этаже, в одном из самых больших залов, разместили домовую церковь, освящённую 5 ноября 1872 года во имя Александра Невского. В 1893—1895 годы перпендикулярно основному зданию был пристроен учебный корпус. Были установлены металлические лестницы художественного литья, сохранившиеся до сегодняшнего дня, был заменен паркет. Гимназисты учились в просторных классах с высокими потолками и окнами, через стеклянные двери надзиратели могли следить за учебным процессом.
В образовательном учреждении учились писатель Викентий Вересаев, поэт Сергей Басов-Верхоянцев, ученые Николай Мерцалов, Михаил Мензбир, Пётр Сушкин, Борис Теплов, Владимир Дмитриев, Тихон Яблочков. Гимназию часто посещал Лев Толстой, который увлекся в 1850—1860-е годы педагогической деятельностью. В 1880-е годы в Тульской гимназии сдавал экстерном экзамены старший сын писателя Льва Толстого Сергей Львович. В ней же учились и два других его сына — Илья и Лев.
В 1906 году в своем кабинете был убит директор мужской классической гимназии Сергей Александрович Радецкий. Гимназисту, совершившему преступление, удалось скрыться и доехать до Одессы, где он покончил с собой.

### Педагогический институт
С 1918 года в усадьбе располагалась советская школа 2-й ступени, а летом 1938 года на заседании оргкомитета ВЦИК по Тульской области был рассмотрен вопрос об открытии в Туле дневного педагогического института. В протоколе № 45 от 25 июля 1938 года была зафиксирована передача институту здания школы по ул. Мендеевская, 7 с надворными постройками. Постановление об открытии вуза было принято 15 сентября 1938 года Совнаркомом СССР. В первые годы существования пединститута на его территории появилась скульптурная композиция «В. И. Ленин и И. В. Сталин в Горках» — точная копия работы скульпторов Ю. И. Белостоцкого, Г. Л. Пивоварова и Э. М. Фридмана, установленной в 1937 году в Москве в парке Химкинского вокзала канала Москва — Волга.
В период Великой Отечественной войны с ноября 1941 по ноябрь 1944 год на территории усадьбы действовал военный госпиталь, а многие студенты и преподаватели ушли добровольцами на фронт.
После войны университет начал разрастаться. Здание в Черниковском переулке было отдано под общежитие. В южной части города был отстроен учебный кампус педагогического университета, который с 1958 года начал носить имя Л. Н. Толстого.
Дом привратника, примыкавший со двора к въездным воротам, относившийся к самым ранним усадебным постройкам, был снесён в октябре 1987 года. Из других усадебных построек на территории вуза в современных её границах сохранились лишь бывшие конюшни, которые используются в настоящее время как подсобные помещения.
Сегодня в особняке Лугининых продолжают учиться студенты ТГПУ им. Л. Н. Толстого. В здании базируются факультет истории и права и факультет филологии и документоведения. Усадьба Лугининых вместе с воротами и оградой особняка являются памятниками архитектуры Тульской области и охраняются государством. Здесь проводятся научные конференции и семинары, размещаются выставки. В 2014 году состоялось открытие бюста Василия Жуковского — уроженца тульского края, автора рисунка особняка Лугининых XVIII — начала XIX века.
- Ворота в усадьбу Лугининых
- Бюст Василия Жуковского
- Фасад дома Лугининых